# Standaardtype NCS 1e klasse

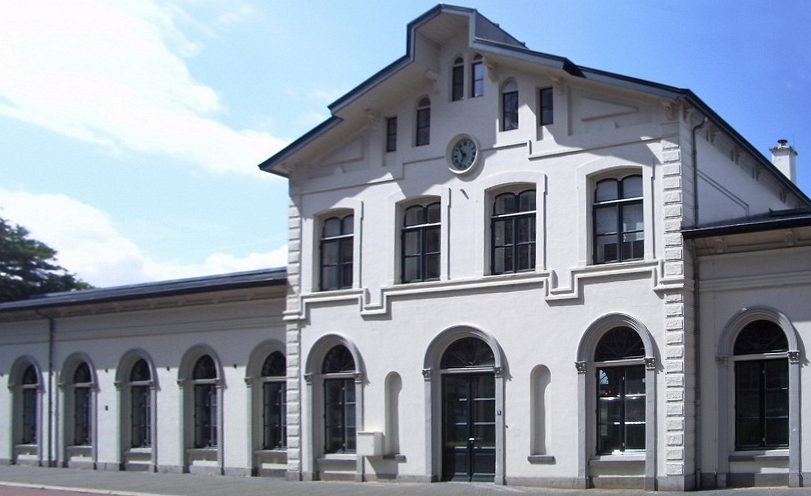
Station Amersfoort NCS

Het Standaardtype NCS 1e klasse is een stationsontwerp dat in de 19e eeuw gebruikt werd voor vier spoorwegstations van de Nederlandsche Centraal-Spoorweg-Maatschappij. De architect van dit ontwerp was Nicolaas Kamperdijk.

## De stations van het Standaardtype NCS 1e klasse
- Station Amersfoort NCS (1863), nog aanwezig.
- Station Harderwijk (1863), gesloopt in 1983.
- Station Kampen (1863), gesloopt in 1911.
- Station Nijkerk (1863), nog aanwezig.